# Neuvième district congressionnel de Californie
 (juin 2022).
La mise en forme du texte ne suit pas les recommandations de Wikipédia : il faut le « wikifier ».
Les points d'amélioration suivants sont les cas les plus fréquents :
- Les titres sont pré-formatés par le logiciel. Ils ne sont ni en capitales, ni en gras.
- Le texte ne doit pas être écrit en capitales (les noms de famille non plus), ni en gras, ni en italique, ni en « petit »…
- Le gras n'est utilisé que pour surligner le titre de l'article dans l'introduction, une seule fois.
- L'italique est rarement utilisé : mots en langue étrangère, titres d'œuvres, noms de bateaux, etc.
- Les citations ne sont pas en italique mais en corps de texte normal. Elles sont entourées par des guillemets français : « et ».
- Les listes à puces sont à éviter, des paragraphes rédigés étant largement préférés. Les tableaux sont à réserver à la présentation de données structurées (résultats, etc.).
- Les appels de note de bas de page (petits chiffres en exposant, introduits par l'outil «  Source ») sont à placer entre la fin de phrase et le point final[comme ça].
- Les liens internes (vers d'autres articles de Wikipédia) sont à choisir avec parcimonie. Créez des liens vers des articles approfondissant le sujet. Les termes génériques sans rapport avec le sujet sont à éviter, ainsi que les répétitions de liens vers un même terme.
- Les liens externes sont à placer uniquement dans une section « Liens externes », à la fin de l'article. Ces liens sont à choisir avec parcimonie suivant les règles définies. Si un lien sert de source à l'article, son insertion dans le texte est à faire par les notes de bas de page.
- La présentation des références doit suivre les conventions bibliographiques. Il est recommandé d'utiliser les modèles {{Ouvrage}}, {{Chapitre}}, {{Article}}, {{Lien web}} et/ou {{Bibliographie}}. Le mode d'édition visuel peut mettre en forme automatiquement les références.
- Insérer une infobox (cadre d'informations à droite) n'est pas obligatoire pour parachever la mise en page.

Pour une aide détaillée, merci de consulter Aide:Wikification.
Si vous pensez que ces points ont été résolus, vous pouvez retirer ce bandeau et améliorer la mise en forme d'un autre article.
Le 9e district congressionnel de Californie est un district du Congrès de l'État américain de Californie. Josh Harder, un démocrate, représente le district depuis janvier 2023.
Avant le redécoupage par la California Citizens Redistricting Commission de 2011, le 9e district englobait une partie de la région d'East Bay de la région de la Baie de San Francisco. Les villes du district comprenaient Oakland, Berkeley et Castro Valley. La majeure partie de cette zone est devenue une partie du 13e district, tandis que le 9e arrondissement de 2012 à 2022 était principalement composé de parties des 18e et 11e arrondissements de 2002 à 2012.
Depuis le redécoupage avant les élections de 2012, le 9e arrondissement s'est concentré sur Stockton. Il se composait de la majeure partie du Comté de San Joaquin et de parties des comtés de Contra Costa et de Sacramento. Les villes du district comprennent Antioch, Galt, Oakley, Lathrop, Lodi, Mountain House et Stockton.
Avec le redécoupage avant les élections de 2022 en Californie, le 9e district est toujours centré sur Stockton. Cependant, Tracy, Manteca et Ripon, qui se trouvaient autrefois dans le 10e district congressionnel de Californie, font désormais partie de ce district, tandis qu'Antioch, Lathrop et Brentwood ne font plus partie du district. Antioche et Brentwood font partie du nouveau 10e district, qui est maintenant à l'ouest du 9e district(par opposition au sud). À partir des élections de 2022, Lathrop fera partie du nouveau 13e district.
John Kerry a remporté l'avant-dernière version de la circonscription en 2004 avec 85,9 % des voix. Barack Obama a remporté la même circonscription en 2008 avec 88,13 % des voix tandis que John McCain a obtenu 9,87 % des voix, ce qui en fait la meilleure et la pire performance d'Obama en Californie. Cette dernière version du 9e district (à partir de 2012) était nettement plus compétitive, même si elle favorisait également le Parti Démocrate. Selon le site d'agrégation de sondages FiveThirtyEight, la version 2022 du district penche vers le Parti Démocrate.

## Démographie
| #  | Comté        | Siège    | Population |
| -- | ------------ | -------- | ---------- |
| 13 | Contra Costa | Martinez | 1 155 025  |
| 77 | San Joaquin  | Stockton | 789 410    |
| 99 | Stanislaus   | Modesto  | 551 430    |

Depuis le redécoupage de 2022, le 9e district congressionnel de Californie est situé entre la Vallée de Sacramento, Gold Country et la Vallée de San Joaquin. Il englobe la majeure partie du Comté de San Joaquin et certaines parties des comtés de Contra Costa et Stanislaus.
Le Comté de San Joaquin est divisé entre ce district et le 13e district. Ils sont divisés par Union Pacific, Highway 380, S Tracy Blvd, California Aqueduct, S Banta Rd, Highway 5, Paradise Cut, S Manthey Rd, Walthall Slough, E West Ripon Rd, Kincaid Rd, Hutchinson Rd et Stanislaus River. Le 9e district comprend les villes de Stockton, Tracy, Manteca, Lodi, Ripon et Escalon et les census-designated places Mountain House, Terminous, Thornton, Collierville, Woodbridge, Acampo, Dogtown, Lockeford, Victor, Lincoln Village, Morada, Country Club, August, Garden Acres, Kennedy, Taft Mosswood, French Camp, Waterloo, Linden, Peters, Farmington et Del Rio.
Le Comté de Contra Costa est divisé entre ce district et le 10e district. Ils sont divisés par Old River, Italian Slough, Western Farms Ranch Rd, Rankin Rd, Highway J14, Byron Hot Springs Rd, Camino Diablo, Kellogg Creek, Sellers Ave, Brentwood Blvd, Alloro Dr, Ghiggeri Dr, Emilio Dr, Guthrie Ln, Balfour Rd, Chestnut St, Byron Highway, Orwood Rd, Burlington Northern Santa Fe, Werner Dredger Cut et Rock Slough. Le 9e district comprend les census-designated places de Discovery Bay et Byron.
Le Comté de Stanislaus est divisé entre ce district et le 13e district. Lon Dale Rd, Autoroute J9, Autoroute J14, River Rock Rd, Lesnini Creek, Sonora Rd. et Stanislas River. Le 9e district comprend le Réservoir Woodward, et la seule census-designated place à l'intérieur est Valley Home.

### Villes et census-designated places de 10 000 personnes
- Stockton - 320 804
- Tracy - 93 000
- Manteca - 83 498
- Lodi - 67 258
- Mountain House - 24 499
- Ripon - 16 013
- Discovery Bay - 15 385
- Garden Acres - 11 398
- Country Club - 10 777

### Villes de 2500 à 10 000 personnes
- August - 8628
- Escalon - 7472
- Lincoln Village - 4401
- Woodbridge - 4031
- French Camp - 3770
- Lockeford - 3521
- Kennedy - 3256
- Morada - 3166
- Collierville - 2698
- Dogtown - 2643

## Historique de vote
| Année | Poste      | Résultats                          |
| ----- | ---------- | ---------------------------------- |
| 1992  | Président  | Clinton 78,7 % - 12,4 %            |
| 1992  | Sénateur   | Feinstein 82,9 % - 13,0 %          |
| 1992  | Sénateur   | Boxer 80,5 % - 14,5 %              |
| 2000  | Président  | Gore 78,6 % - 12,0 %               |
| 2000  | Sénateur   | Feinstein 73,1 % - 12,2 %          |
| 2002  | Gouverneur | Davis 67,5 % - 12,8 %              |
| 2003  | Rappel,    | Non 82,1 % - 17,9 %                |
| 2003  | Rappel,    | Bustamante (en) 66,2 % - 14,7 %    |
| 2004  | Président  | Kerry 85,9 % - 12,6 %              |
| 2004  | Sénateur   | Boxer 84,4 % - 11,1 %              |
| 2006  | Gouverneur | Angelides (en) (D) 67,3 % - 24,0 % |
| 2006  | Sénateur   | Feinstein 81,4 % - 8,3 %           |
| 2008  | Président  | Barack Obama 88,1 % - 9,9 %        |
| 2010  | Gouverneur | Brown 85,1 % - 11,4 %              |
| 2010  | Sénateur   | Boxer 84,8 % - 11,7 %              |
| 2012  | Gouverneur | Obama 57,8 % - 40,1 %              |
| 2012  | Sénateur   | Feinstein 59,6 % - 40,4 %          |
| 2014  | Gouverneur | Brown 55,1 % - 44,9 %              |
| 2016  | Président  | Clinton 56,6 % - 38,0 %            |
| 2016  | Sénateur   | Harris 59,0 % - 41,0 %             |
| 2018  | Gouverneur | Newsom 53,9 % - 46,1 %             |
| 2018  | Sénateur   | de León (en) 51,2 % - 48,8 %       |
| 2020  | Président  | Biden 57,9 % - 39,9 %              |
| 2021  | Recall,    | Non 55,2 % - 44,8 %                |
| 2021  | Recall,    | Elder 52,5 % - 6,5 %               |
| 2022  | Gouverneur | Dahle 52,5 % - 47,5 %              |
| 2022  | Sénateur   | Padilla 50,8 % - 49,2 %            |

## Liste des Représentants du district
| Membre                          | Parti                   | Année                           | Congrès     | Histoire électorale | Zone géographique                                                     |
| ------------------------------- | ----------------------- | ------------------------------- | ----------- | --- | --------------------------------------------------------------------- |
| District établit le 4 mars 1913 |                         |                                 |             | |                                                                       |
| Charles W. Bell (en)            | Progressiste            | 4 mars 1913 - 3 mars 1915       | 63e         | Élu en 1912. perd sa réélection. | Los Angeles (extérieur de Los Angeles city)                           |
| Charles Hiram Randall (en)      | Parti de la Prohibition | 4 mars 1915 - 3 mars 1921       | 64e - 66e   | Élu en 1914. Réélu en 1916. Réélu en 1918. perd sa réélection. | Los Angeles (extérieur de Los Angeles city)                           |
| Vacant                          | Vacant                  | 4 mars 1921 - 11 avril 1921     | 67e         | Le Représentant-élu Charles F. Van de Water (en) décède le 20 novembre 1920. | Los Angeles (extérieur de Los Angeles city)                           |
| Walter F. Lineberger (en)       | Républicain             | 11 avril 1921 - 3 mars 1927     | 67e - 69e   | Élu pour terminer le mandat de Van de Water. Réélu en 1922. Réélu en 1924. Retrait pour se présenter comme Sénateur des États-Unis.                                                                           | Los Angeles (extérieur de Los Angeles city)                           |
| William E. Evans (en)           | Républicain             | 4 mars 1927 - 3 mars 1933       | 70e - 72e   | Élu en 1926. Réélu en 1928. Réélu en 1930. Redécoupage vers le 11e district. | Los Angeles (extérieur de Los Angeles city)                           |
| Denver S. Church (en)           | Démocrate               | 4 mars 1933 - 3 janvier 1935    | 73e         | Élu en 1932. Retrait. | 1933–1943 Fresno, Kings, Madera, Merced, Stanislaus                   |
| Bertrand W. Gearhart (en)       | Républicain             | 3 janvier 1935 - 3 janvier 1949 | 74e - 77e   | Élu en 1934. Réélu en 1936. Réélu en 1938. Réélu en 1940. Réélu en 1942. Réélu en 1944. Réélu en 1946. perd sa réélection.                                                                                    | 1933–1943 Fresno, Kings, Madera, Merced, Stanislaus                   |
| Bertrand W. Gearhart (en)       | Républicain             | 3 janvier 1935 - 3 janvier 1949 | 74e - 77e   | Élu en 1934. Réélu en 1936. Réélu en 1938. Réélu en 1940. Réélu en 1942. Réélu en 1944. Réélu en 1946. perd sa réélection.                                                                                    | 1943–1953 Fresno, Madera, Merced, Stanislaus                          |
| Cecil F. White (en)             | Démocrate               | 3 janvier 1949 - 3 janvier 1951 | 81e         | Élu en 1948. perd sa réélection. |                                                                       |
| Allan O. Hunter (en)            | Républicain             | 3 janvier 1951 - 3 janvier 1953 | 82e         | Élu en 1950. Redécoupage vers le 12e district. |                                                                       |
| J. Arthur Younger (en)          | Républicain             | 3 janvier 1953 - 3 janvier 1963 | 83e - 87e   | Élu en 1952. Réélu en 1954. Réélu en 1956. Réélu en 1958. Réélu en 1960. Redécoupage vers le 11e district. | San Mateo                                                             |
| Don Edwards (en)                | Démocrate               | 3 janvier 1963 - 3 janvier 1975 | 88e - 93e   | Élu en 1962. Réélu en 1964. Réélu en 1966. Réélu en 1968. Réélu en 1970. Réélu en 1972. Redécoupage vers le 10e district.                                                                                     | 1963–1967 Santa Clara (partie Ouest)                                  |
| Don Edwards (en)                | Démocrate               | 3 janvier 1963 - 3 janvier 1975 | 88e - 93e   | Élu en 1962. Réélu en 1964. Réélu en 1966. Réélu en 1968. Réélu en 1970. Réélu en 1972. Redécoupage vers le 10e district.                                                                                     | 1967–1973 Alameda (partie Sud-Ouest), majorité de Santa Clara         |
| Don Edwards (en)                | Démocrate               | 3 janvier 1963 - 3 janvier 1975 | 88e - 93e   | Élu en 1962. Réélu en 1964. Réélu en 1966. Réélu en 1968. Réélu en 1970. Réélu en 1972. Redécoupage vers le 10e district.                                                                                     | 1973–1975 Alameda (partie Sud-Ouest), Santa Clara (partie Nord-Est)   |
| Pete Stark (en)                 | Démocrate               | 3 janvier 1975 - 3 janvier 1993 | 94e - 102e  | Redécoupage depuis le 8e district et réélu en 1974. Réélu en 1976. Réélu en 1978. Réélu en 1980. Réélu en 1982. Réélu en 1984. Réélu en 1986. Réélu en 1988. Réélu en 1990. Redécoupage vers le 13e district. | 1975–1983 Alameda (extérieur d'Oakland)                               |
| Ronald Dellums                  | Démocrate               | 3 janvier 1993 - 6 février 1998 | 103e - 105e | Redécoupage depuis le 8e district et réélu en 1992. Réélu en 1994. Réélu en 1996. Démissionne. | 1993–2003 Alameda (Berkeley, Oakland)                                 |
| Vacant                          | Vacant                  | 6 février 1998 - 7 avril 1998   | 105e        | | 1993–2003 Alameda (Berkeley, Oakland)                                 |
| Barbara Lee                     | Démocrate               | 7 avril 1998 - 3 janvier 2013   | 105e - 112e | Élue pour terminer le mandat de Dellum. Réélue en 1998. Réélue en 2000. Réélue en 2002. Réélue en 2004. Réélue en 2006. Réélue en 2008. Réélue en 2010. Redécoupage vers le 13e district.                     | 1993–2003 Alameda (Berkeley, Oakland)                                 |
| Barbara Lee                     | Démocrate               | 7 avril 1998 - 3 janvier 2013   | 105e - 112e | Élue pour terminer le mandat de Dellum. Réélue en 1998. Réélue en 2000. Réélue en 2002. Réélue en 2004. Réélue en 2006. Réélue en 2008. Réélue en 2010. Redécoupage vers le 13e district.                     | 2003–2013 Alameda (Berkeley, Oakland)                                 |
| Jerry McNerney                  | Démocrate               | 3 janvier 2013 - 3 janvier 2023 | 113e - 117e | Redécoupage depuis le 11e district et réélu en 2012. Réélu en 2014. Réélu en 2016. Réélu en 2018. Réélu en 2020. Retrait.                                                                                     | 2013–2023 Central Valley incluant le Delta de San Joaquin et Stockton |
| Josh Harder                     | Démocrate               | 3 janvier 2023 - en cours       | 118e - 119e | Redécoupage depuis le 10e district et réélu en 2022. Réélu en 2024. | 2023–en cours Nord de la Vallée de San Joaquin                        |

## Résultats des récentes élections
Voici les résultats des dix précédents cycles électoraux dans le district.

### 2004
| Élection de 2004 du 9e district congressionnel de Californie | Élection de 2004 du 9e district congressionnel de Californie | Élection de 2004 du 9e district congressionnel de Californie | Élection de 2004 du 9e district congressionnel de Californie | Élection de 2004 du 9e district congressionnel de Californie |
| ------------------------------------------------------------ | ------------------------------------------------------------ | ------------------------------------------------------------ | ------------------------------------------------------------ | ------------------------------------------------------------ |
| Parti                                                        | Parti                                                        | Candidat                                                     | Votes                                                        | %                                                            |
|                                                              | Démocrate                                                    | Barbara Lee (sortante)                                       | 215 630                                                      | 84,6                                                         |
|                                                              | Républicain                                                  | Claudia Bermudez                                             | 31 278                                                       | 12,3                                                         |
|                                                              | Libertarien                                                  | James M. Eyer                                                | 8131                                                         | 3,1                                                          |
| Total des votes                                              | Total des votes                                              | Total des votes                                              | 255 039                                                      | 100 %                                                        |
|                                                              | Les Démocrates conservent                                    |                                                              |                                                              |                                                              |

### 2006
| Élection de 2006 du 9e district congressionnel de Californie | Élection de 2006 du 9e district congressionnel de Californie | Élection de 2006 du 9e district congressionnel de Californie | Élection de 2006 du 9e district congressionnel de Californie | Élection de 2006 du 9e district congressionnel de Californie |
| ------------------------------------------------------------ | ------------------------------------------------------------ | ------------------------------------------------------------ | ------------------------------------------------------------ | ------------------------------------------------------------ |
| Parti                                                        | Parti                                                        | Candidat                                                     | Votes                                                        | %                                                            |
|                                                              | Démocrate                                                    | Barbara Lee (sortante)                                       | 167 245                                                      | 86,4                                                         |
|                                                              | Républicain                                                  | John "J.D." Den Dulk                                         | 20 786                                                       | 10,7                                                         |
|                                                              | Libertarien                                                  | James M. Eyer                                                | 5 655                                                        | 2,9                                                          |
| Total des votes                                              | Total des votes                                              | Total des votes                                              | 193 686                                                      | 100 %                                                        |
|                                                              | Les Démocrates conservent                                    |                                                              |                                                              |                                                              |

### 2008
| Élection de 2008 du 9e district congressionnel de Californie | Élection de 2008 du 9e district congressionnel de Californie | Élection de 2008 du 9e district congressionnel de Californie | Élection de 2008 du 9e district congressionnel de Californie | Élection de 2008 du 9e district congressionnel de Californie |
| ------------------------------------------------------------ | ------------------------------------------------------------ | ------------------------------------------------------------ | ------------------------------------------------------------ | ------------------------------------------------------------ |
| Parti                                                        | Parti                                                        | Candidat                                                     | Votes                                                        | %                                                            |
|                                                              | Démocrate                                                    | Barbara Lee (sortante)                                       | 238 915                                                      | 86,06                                                        |
|                                                              | Républicain                                                  | Charles Hargrave                                             | 26 917                                                       | 9,70                                                         |
|                                                              | Libertarien                                                  | James M. Eyer                                                | 11 704                                                       | 4,22                                                         |
| Total des votes                                              | Total des votes                                              | Total des votes                                              | 277 536                                                      | 100 %                                                        |
|                                                              | Les Démocrates conservent                                    |                                                              |                                                              |                                                              |

### 2010
| Élection de 2010 du 9e district congressionnel de Californie | Élection de 2010 du 9e district congressionnel de Californie | Élection de 2010 du 9e district congressionnel de Californie | Élection de 2010 du 9e district congressionnel de Californie | Élection de 2010 du 9e district congressionnel de Californie |
| ------------------------------------------------------------ | ------------------------------------------------------------ | ------------------------------------------------------------ | ------------------------------------------------------------ | ------------------------------------------------------------ |
| Parti                                                        | Parti                                                        | Candidat                                                     | Votes                                                        | %                                                            |
|                                                              | Démocrate                                                    | Barbara Lee (sortante)                                       | 180 400                                                      | 84,27                                                        |
|                                                              | Républicain                                                  | Gerald Hashimito                                             | 23 054                                                       | 10,77                                                        |
|                                                              | Vert                                                         | Dave Heller                                                  | 4 848                                                        | 2,27                                                         |
|                                                              | Libertarien                                                  | James M. Eyer                                                | 4 113                                                        | 1,92                                                         |
|                                                              | Paix et Liberté                                              | Larry Allen                                                  | 1 670                                                        | 0,78                                                         |
| Total des votes                                              | Total des votes                                              | Total des votes                                              | 214 085                                                      | 100 %                                                        |
|                                                              | Les Démocrates conservent                                    |                                                              |                                                              |                                                              |

### 2012
| Élection de 2012 du 9e district congressionnel de Californie | Élection de 2012 du 9e district congressionnel de Californie | Élection de 2012 du 9e district congressionnel de Californie | Élection de 2012 du 9e district congressionnel de Californie | Élection de 2012 du 9e district congressionnel de Californie |
| ------------------------------------------------------------ | ------------------------------------------------------------ | ------------------------------------------------------------ | ------------------------------------------------------------ | ------------------------------------------------------------ |
| Parti                                                        | Parti                                                        | Candidat                                                     | Votes                                                        | %                                                            |
|                                                              | Démocrate                                                    | Jerry McNerney (sortant)                                     | 118 373                                                      | 55,6                                                         |
|                                                              | Républicain                                                  | Ricky Gill                                                   | 94 704                                                       | 44,4                                                         |
| Total des votes                                              | Total des votes                                              | Total des votes                                              | 213 077                                                      | 100 %                                                        |
|                                                              | Les Démocrates conservent                                    |                                                              |                                                              |                                                              |

### 2014
| Élection de 2014 du 9e district congressionnel de Californie | Élection de 2014 du 9e district congressionnel de Californie | Élection de 2014 du 9e district congressionnel de Californie | Élection de 2014 du 9e district congressionnel de Californie | Élection de 2014 du 9e district congressionnel de Californie |
| ------------------------------------------------------------ | ------------------------------------------------------------ | ------------------------------------------------------------ | ------------------------------------------------------------ | ------------------------------------------------------------ |
| Parti                                                        | Parti                                                        | Candidat                                                     | Votes                                                        | %                                                            |
|                                                              | Démocrate                                                    | Jerry McNerney (sortant)                                     | 63 475                                                       | 52,4                                                         |
|                                                              | Républicain                                                  | Antonio C. Amador                                            | 57 729                                                       | 47,6                                                         |
| Total des votes                                              | Total des votes                                              | Total des votes                                              | 121 204                                                      | 100 %                                                        |
|                                                              | Les Démocrates conservent                                    |                                                              |                                                              |                                                              |

### 2016
| Élection de 2016 du 9e district congressionnel de Californie | Élection de 2016 du 9e district congressionnel de Californie | Élection de 2016 du 9e district congressionnel de Californie | Élection de 2016 du 9e district congressionnel de Californie | Élection de 2016 du 9e district congressionnel de Californie |
| ------------------------------------------------------------ | ------------------------------------------------------------ | ------------------------------------------------------------ | ------------------------------------------------------------ | ------------------------------------------------------------ |
| Parti                                                        | Parti                                                        | Candidat                                                     | Votes                                                        | %                                                            |
|                                                              | Démocrate                                                    | Jerry McNerney (sortant)                                     | 133 163                                                      | 57,4                                                         |
|                                                              | Républicain                                                  | Antonio C. Amador                                            | 98 992                                                       | 42,6                                                         |
| Total des votes                                              | Total des votes                                              | Total des votes                                              | 232 155                                                      | 100 %                                                        |
|                                                              | Les Démocrates conservent                                    |                                                              |                                                              |                                                              |

### 2018
| Élection de 2018 du 9e district congressionnel de Californie | Élection de 2018 du 9e district congressionnel de Californie | Élection de 2018 du 9e district congressionnel de Californie | Élection de 2018 du 9e district congressionnel de Californie | Élection de 2018 du 9e district congressionnel de Californie |
| ------------------------------------------------------------ | ------------------------------------------------------------ | ------------------------------------------------------------ | ------------------------------------------------------------ | ------------------------------------------------------------ |
| Parti                                                        | Parti                                                        | Candidat                                                     | Votes                                                        | %                                                            |
|                                                              | Démocrate                                                    | Jerry McNerney (sortant)                                     | 113 414                                                      | 56,5                                                         |
|                                                              | Républicain                                                  | Marla Livengood                                              | 87 349                                                       | 43,5                                                         |
| Total des votes                                              | Total des votes                                              | Total des votes                                              | 200 763                                                      | 100 %                                                        |
|                                                              | Les Démocrates conservent                                    |                                                              |                                                              |                                                              |

### 2020
| Élection de 2020 du 9e district congressionnel de Californie | Élection de 2020 du 9e district congressionnel de Californie | Élection de 2020 du 9e district congressionnel de Californie | Élection de 2020 du 9e district congressionnel de Californie | Élection de 2020 du 9e district congressionnel de Californie |
| ------------------------------------------------------------ | ------------------------------------------------------------ | ------------------------------------------------------------ | ------------------------------------------------------------ | ------------------------------------------------------------ |
| Parti                                                        | Parti                                                        | Candidat                                                     | Votes                                                        | %                                                            |
|                                                              | Démocrate                                                    | Jerry McNerney (sortant)                                     | 174 252                                                      | 57,6                                                         |
|                                                              | Républicain                                                  | Antonio C. Amador                                            | 128 358                                                      | 42,4                                                         |
| Total des votes                                              | Total des votes                                              | Total des votes                                              | 302 610                                                      | 100 %                                                        |
|                                                              | Les Démocrates conservent                                    |                                                              |                                                              |                                                              |

### 2022
La Californie a tenu sa Primaire Jungle le 7 juin 2022, selon ce système de Primaire, tous les candidats sont sur le même bulletin de vote, et les deux arrivés en tête s'affronteront le jour de l'Élection Générale, à savoir le 8 novembre 2022.
| Primaire Jungle 2022 du 9e district congressionnel de Californie | Primaire Jungle 2022 du 9e district congressionnel de Californie | Primaire Jungle 2022 du 9e district congressionnel de Californie | Primaire Jungle 2022 du 9e district congressionnel de Californie | Primaire Jungle 2022 du 9e district congressionnel de Californie |
| ---------------------------------------------------------------- | ---------------------------------------------------------------- | ---------------------------------------------------------------- | ---------------------------------------------------------------- | ---------------------------------------------------------------- |
| Parti                                                            | Parti                                                            | Candidat                                                         | Votes                                                            | %                                                                |
|                                                                  | Démocrate                                                        | Josh Harder (sortant)                                            | 39 026                                                           | 36,7                                                             |
|                                                                  | Républicain                                                      | Tom Patti                                                        | 30 843                                                           | 29,0                                                             |
|                                                                  | Républicain                                                      | James Shoemaker                                                  | 15 443                                                           | 14,5                                                             |
|                                                                  | Démocrate                                                        | Harprett Chima                                                   | 8 433                                                            | 7,9                                                              |
|                                                                  | Républicain                                                      | Jonathan Madison                                                 | 5 992                                                            | 5,6                                                              |
|                                                                  | Démocrate                                                        | Khalid Jeffrey Jafri                                             | 3174                                                             | 3.0                                                              |
|                                                                  | Démocrate                                                        | Karena Feng                                                      | 2 632                                                            | 2,5                                                              |
|                                                                  | Indépendant                                                      | Mark Andrews                                                     | 758                                                              | 0,7                                                              |

| Élection de 2022 du 9e district congressionnel de Californie | Élection de 2022 du 9e district congressionnel de Californie | Élection de 2022 du 9e district congressionnel de Californie | Élection de 2022 du 9e district congressionnel de Californie | Élection de 2022 du 9e district congressionnel de Californie |
| ------------------------------------------------------------ | ------------------------------------------------------------ | ------------------------------------------------------------ | ------------------------------------------------------------ | ------------------------------------------------------------ |
| Parti                                                        | Parti                                                        | Candidat                                                     | Votes                                                        | %                                                            |
|                                                              | Démocrate                                                    | Josh Harder (sortant)                                        | 95 598                                                       | 54,8                                                         |
|                                                              | Républicain                                                  | Tom Patti                                                    | 78 802                                                       | 45,2                                                         |
| Total des votes                                              | Total des votes                                              | Total des votes                                              | 174 400                                                      | 100 %                                                        |
|                                                              | Les Démocrates conservent                                    |                                                              |                                                              |                                                              |

### 2024
La Californie a tenu sa Primaire Jungle le 5 mars 2024, selon ce système de Primaire, tous les candidats sont sur le même bulletin de vote, et les deux arrivés en tête s'affronteront le jour de l'Élection Générale, à savoir le 5 novembre 2024.
| Primaire Jungle 2024 du 9e district congressionnel de Californie | Primaire Jungle 2024 du 9e district congressionnel de Californie | Primaire Jungle 2024 du 9e district congressionnel de Californie | Primaire Jungle 2024 du 9e district congressionnel de Californie | Primaire Jungle 2024 du 9e district congressionnel de Californie |
| ---------------------------------------------------------------- | ---------------------------------------------------------------- | ---------------------------------------------------------------- | ---------------------------------------------------------------- | ---------------------------------------------------------------- |
| Parti                                                            | Parti                                                            | Candidat                                                         | Votes                                                            | %                                                                |
|                                                                  | Démocrate                                                        | Josh Harder (sortant)                                            | 60 978                                                           | 49,7                                                             |
|                                                                  | Républicain                                                      | Kevin Lincoln                                                    | 36 744                                                           | 30,0                                                             |
|                                                                  | Républicain                                                      | John McBride                                                     | 15 707                                                           | 12,8                                                             |
|                                                                  | Républicain                                                      | Khalid Jeffrey Jafri                                             | 9150                                                             | 7,5                                                              |

| Élection de 2024 du 9e district congressionnel de Californie | Élection de 2024 du 9e district congressionnel de Californie | Élection de 2024 du 9e district congressionnel de Californie | Élection de 2024 du 9e district congressionnel de Californie | Élection de 2024 du 9e district congressionnel de Californie |
| ------------------------------------------------------------ | ------------------------------------------------------------ | ------------------------------------------------------------ | ------------------------------------------------------------ | ------------------------------------------------------------ |
| Parti                                                        | Parti                                                        | Candidat                                                     | Votes                                                        | %                                                            |
|                                                              | Démocrate                                                    | Josh Harder (sortant)                                        | 130 183                                                      | 51,8                                                         |
|                                                              | Républicain                                                  | Kevin Lincoln                                                | 121 174                                                      | 48,2                                                         |
| Total des votes                                              | Total des votes                                              | Total des votes                                              | 251 357                                                      | 100 %                                                        |
|                                                              | Les Démocrates conservent                                    |                                                              |                                                              |                                                              |